# 나가노현 서부 지진
나가노현 서부 지진(일본어: 長野県西部地震 ながのけんせいぶじしん[*])은 1984년 9월 14일에 일본의 나가노현 오타키촌에서 발생한 지진이다. 지진 규모는 M6.8. 진원의 깊이는 2km. 이 지진으로 온타케산에서 대규모 산사태가 발생했다. 진원에 가까운 오타키촌을 중심으로 큰 피해가 발생했다. 이 지진으로 29명의 사망자 및 실종자가 발생했다.

## 같이 보기
- 후쿠이 지진

## 참고 문헌
- 国立天文台 『理科年表 令和3年』 丸善 P.803 ISBN 978-4-621-30560-7